# Ganguilus insignis
Ganguilus insignis is een insect uit de familie van de mierenleeuwen (Myrmeleontidae), die tot de orde netvleugeligen (Neuroptera) behoort. 
Ganguilus insignis is voor het eerst wetenschappelijk beschreven door Navás in 1930.